# 刘锋 (1962年)
刘锋（1962年10月—），男，安徽宿松人，1992年12月加入民进，江苏省政协委员。

## 生平
1983年毕业于安徽师范大学外语系。毕业后分配至安徽滁州师范专科学校（现滁州学院）外语系任教，兼任系团总支副书记。1989年调入南京动力高等专科学校（2000年并入南京师范大学），任外语教研室主任。1998年调入译林出版社任编辑，2001年任译林出版社副总编辑，2005年11月任译林出版社总编辑。2011年任凤凰出版传媒股份有限公司国际拓展部主任，2015年任凤凰出版传媒股份有限公司副总经理。2019年1月，任江苏省政协文化文史委员会副主任。

## 社会兼职
民进中央出版与传媒工作委员会副主任，民进江苏省委副主委，国家出版基金评审专家，中国编辑学会翻译专业委员会副主任。